# Velikij Pepekop
Velikij Pepekop (ryska: Великий Пепекоп) är ett vattendrag i Belarus.   Det ligger i voblasten Minsks voblast, i den norra delen av landet, 120 km nordväst om huvudstaden Minsk. Velikij Pepekop ligger vid sjön Vozera Svіr.
I omgivningarna runt Velikij Pepekop växer i huvudsak blandskog. Runt Velikij Pepekop är det ganska glesbefolkat, med 30 invånare per kvadratkilometer.